# Dąbrowa (gmina Opalenica)
Dąbrowa – dawna osada leśna w Polsce położona w województwie wielkopolskim, w powiecie nowotomyskim, w gminie Opalenica.
W latach 1975–1998 miejscowość położona była w województwie poznańskim.
Nazwę zniesiono z 2023 r.